# Сесіль Муре-Шув'єрі
Сесіль Муре-Шув'єрі (фр. Cécile Mourer-Chauviré; нар. 5 листопада 1939) — французька палеонтологиня, фахівчиня з птахів еоцену та олігоцену. На початку своєї кар'єри вона разом зі своїм чоловіком відкрила в Камбоджі печеру Лаанг Спеан з рештками доісторичних людей.

## Біографія
Навчалася в Ліонському університеті . Її перша робота була з великими четвертинними ссавцями. У 1961 році перейшла до докторантури Національного наукового центру, вивчаючи птахів плейстоцену — тему, яку мало досліджували у той час у Франції чи Європі.
Після одруження в 1964 році з Роландом Муре вона переїхала до Камбоджі, де він був призначений французьким військовим співробітником у місті Кампонгчнанг. У 1965 році Сесіль призначена професором геології в Королівському університеті Пномпеня, на цій посаді вона перебувала до громадянської війни 1970 року. За цей час вона разом зі своїм чоловіком відкрила печерне місце доісторичних людей Лаанг Спеан.
У 1970 році на початку громадянської війни в Камбоджі вона повернулася з двома маленькими дітьми до Франції. У 1971 році отримала призначення в Національний центр наукових досліджень в Ліонському університеті Клода Бернара 1. У 1975 році закінчила роботу «Thèse d'Etat», у 1984 р. — абілітацію, а в 1985 році призначена директором з наукових досліджень CNRS. На цій посаді вона пробула до виходу на пенсію у 2005 р.
Від часу свого повернення до Франції, а також після виходу на пенсію, вона зосередилася на дослідженні скам'янілостей птахів. У період з 1987 по 1999 рік була секретарем Товариства палеонтології та еволюції птахів (SAPE).
Восьма міжнародна зустріч SAPE у 2012 році була присвячена Муре-Шув'єрі на знак вшанування її ролі як засновниці та секретаря.

## Описані таксони
| Рік  | Таксон                                       | Автори                                                                 |
| ---- | -------------------------------------------- | ---------------------------------------------------------------------- |
| 2024 | Tegulavis corbalani gen. et sp. nov.         | Mourer-Chauviré, Bourdon, Duffaud, Le Roux, & Laurent                  |
| 2024 | Papulavis annae gen. et sp. nov.             | Mourer-Chauviré, Bourdon, Duffaud, Le Roux, & Laurent                  |
| 2020 | Gastornis laurenti sp. nov.                  | Mourer-Chauviré & Bourdon                                              |
| 2018 | Aquila claudeguerini sp. nov.                | Mourer-Chauviré & Bonifay                                              |
| 2016 | Galligeranoides boriensis gen. et sp. nov.   | Bourdon, Mourer-Chauviré, & Laurent                                    |
| 2015 | Namapsitta praeruptorum gen. et sp. nov.     | Mourer-Chauviré, Pickford, & Senut                                     |
| 2015 | Scopelortyx klinghardtensis gen. et sp. nov. | Mourer-Chauviré, Pickford, & Senut                                     |
| 2013 | Chambicuculus pusillus gen. et sp. nov.      | Mourer-Chauviré, Tabuce, Essid, Marivaux, Khayati, Vianey-Liaud, & Ali |
| 2013 | Chambiortyx cristata gen. et sp. nov.        | Mourer-Chauviré, Tabuce, Essid, Marivaux, Khayati, Vianey-Liaud, & Ali |
| 2013 | Miocoracias chenevali gen. et sp. nov.       | Mourer-Chauviré, Peyrouse, & Hugueney                                  |
| 2011 | Lavocatavis africana gen. et sp. nov.        | Mourer-Chauviré, Tabuce, Mahboubi, Adaci, & Bensalah                   |
| 2011 | Hoazinavis lacustris gen. et sp. nov.        | Mayr, Alvarenga, & Mourer-Chauviré                                     |
| 2010 | Geronticus olsoni sp. nov.                   | Mourer-Chauviré & Geraads                                              |
| 2010 | Plioperdix africana sp. nov.                 | Mourer-Chauviré & Geraads                                              |
| 2010 | Agapornis atlanticus sp. nov.                | Mourer-Chauviré & Geraads                                              |
| 2008 | Pelagornis mauretanicus sp. nov.             | Mourer-Chauviré & Geraads                                              |
| 2003 | Amanuensis pickfordi gen. et sp. nov.        | Mourer-Chauviré                                                        |
| 1992 | Quercymegapodius brodkorpi gen. et sp. nov.  | Mourer-Chauviré                                                        |